# Gamma Canis Majoris
Gamma Canis Majoris (γ CMa / γ Canis Maioris), Muliphen é uma estrela da constelação do Cão Maior.
Muliphen (ou Muliphein) vem do árabe محلفين, muħlifayn – nome também de Gamma Centauri, Muhlifain.
Situada a 402 anos-luz da Terra, de cor branco-azulada e magnitude aparente de 4.11, Muliphen é uma gigante luminosa de classe espectral B8.
Na bandeira do Brasil, como uma estrela de quarta grandeza, representa o estado de Rondônia.